# Verkaufstechnik
Unter Verkaufstechniken werden die Abläufe eines Verkaufsvorgangs verstanden: das Verkaufsgespräch, das Zeigen und Erklären des Produkts, die Steuerung des Gesprächs durch Argumentation samt Einwandbehandlung, Vorwandbehandlung bis zur Kaufentscheidung des Kunden bzw. zum Verkaufsabschluss. Im weiteren Sinn werden mit Verkaufstechnik der Ladenbau, die Präsentation und Platzierung der Waren im stationären Einzelhandel sowie die Maßnahmen des psychostrategischen und psychotaktischen Handelsmarketings bezeichnet. Ein Beispiel dafür ist die Kundenführung (zwangsgeführter Kundenlauf) im Laden oder der Wiedererkennungswert des Ladens.
Es gibt eine Vielzahl von Verkaufstechniken als besonderen Vorgehensweisen, die je nach Typus des Käufers zum Verkaufsabschluss führen sollen, und davon abhängen, ob sie im Einzelhandel, beim Telefonverkauf oder im Außendienst angewandt werden. Hilfreich dazu sind Kenntnisse der Verkaufspsychologie.
Der eingelernte schematische Ablauf eines Verkaufsvorgangs bei einer Warenpräsentation, beispielsweise die Vorführung eines Geräts auf einem Messestand, bei einer Verkaufsveranstaltung oder beim Teleshopping-Werbefernsehen, wird Verkaufsparade oder nur Parade genannt. Dabei wird meist am Anfang der Bedarf des Kunden angesprochen und danach in der Argumentation der Kundennutzen behandelt. Erst wenn alle Handhabungsvarianten des Geräts erklärt wurden und der anzusprechende Kunde eine Überfülle davon erfahren hat, wird der Preis erwähnt (wenn ein Wartender frühzeitig nach dem Preis fragt, wird er meist vom Verkäufer auf „später“ vertröstet, denn vorher muss der Kundennutzen umfassend erklärt werden). Auch wenn der Preis beim Messestand womöglich höher ist als der übliche Ladenpreis, erscheint er in Relation zum so umfassend dargelegten vielfältigen Kundennutzen klein und günstig. Ziel einer solchen Parade ist es, dem Kunden genug Anreize für einen Spontankauf zu bieten und die Zahlungsbereitschaft des Publikums für die Produkte zu erhöhen. Die Beschaffenheit der Produkte weicht oft von handelsüblichen Produkten ab. Manche Produkte werden im Exklusivvertrieb angeboten.
Unnachgiebige Verkäufer, die starken Verkaufsdruck auf potenzielle Kunden ausüben, werden umgangssprachlich als „Keiler“, "Drücker" oder "Druckverkäufer" bezeichnet.